# Finale della Coppa UEFA 1980-1981
La finale della 10ª edizione della Coppa UEFA fu disputata in gara d'andata e ritorno tra Ipswich Town e AZ Alkmaar. Il 6 maggio 1981 al Portman Road di Ipswich la partita, arbitrata dal tedesco orientale Adolf Prokop, finì 3-0.
La gara di ritorno si disputò dopo due settimane all'Olympisch Stadion di Amsterdam e fu arbitrata dal tedesco occidentale Walter Eschweiler. Il match terminò 4-2 e ad aggiudicarsi il trofeo fu la squadra inglese.

## Le squadre
| Squadre      | Partecipazioni precedenti (il grassetto indica la vittoria) |
| ------------ | ----------------------------------------------------------- |
| Ipswich Town | Nessuna                                                     |
| AZ Alkmaar   | Nessuna                                                     |

## Il cammino verso la finale
L'Ipswich Town di Bobby Robson esordì contro i greci dell'Arīs Salonicco superando il turno con un risultato complessivo di 6-4. Nel secondo turno gli inglesi affrontarono i cecoslovacchi del Bohemians ČKD Praga, vincendo 3-0 in Inghilterra e perdendo 2-0 in Cecoslovacchia. Agli ottavi di finale i polacchi del Widzew Łódź persero la gara d'andata 5-0 a Ipswich e fu inutile la vittoria per 1-0 in Polonia. Ai quarti i Tractor Boys affrontarono i francesi del Saint-Étienne, battendoli col risultato totale di 7-2. In semifinale i tedeschi occidentali del Colonia furono sconfitti sia all'andata che al ritorno col risultato di 1-0.

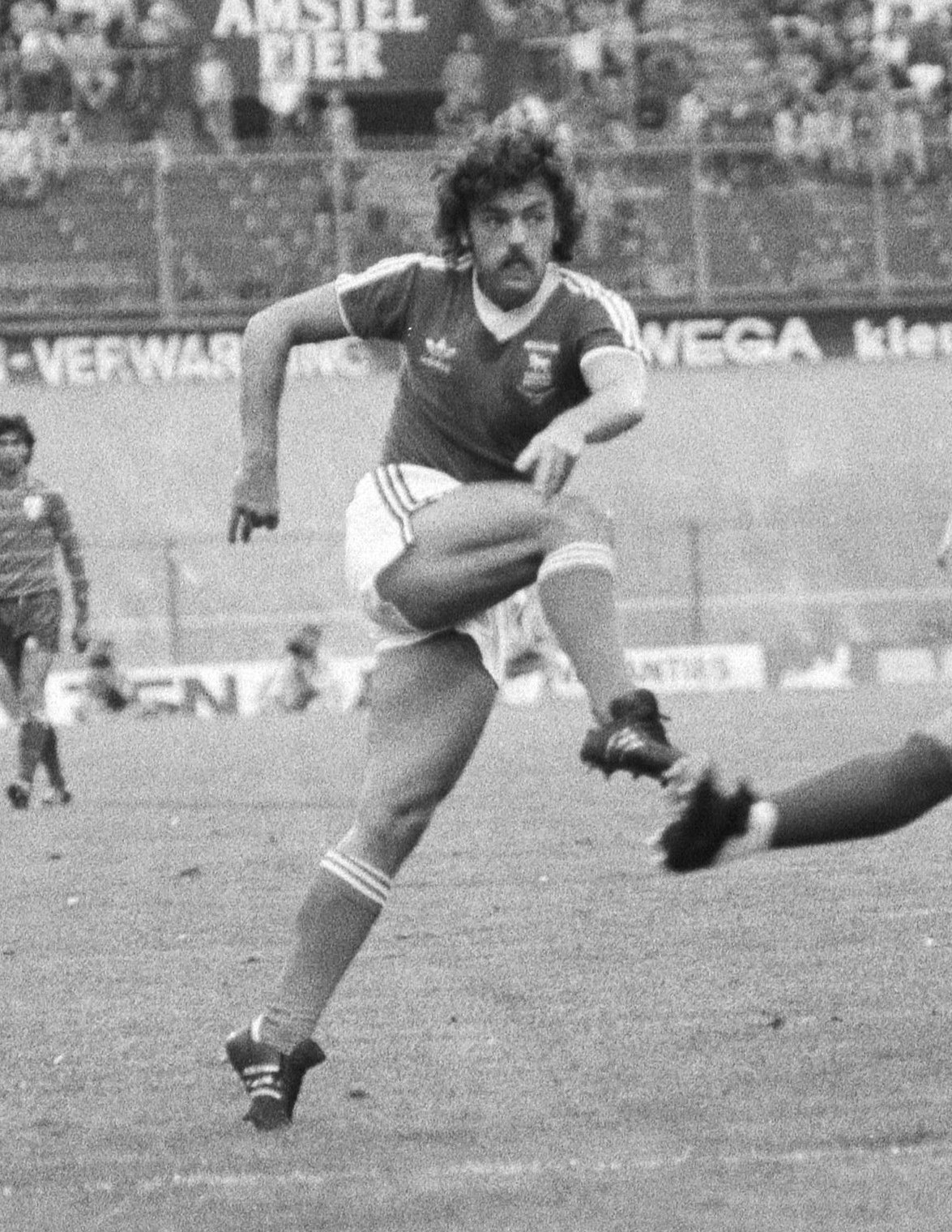
Il numero sette dell'Ipswich Town, John Wark, migliore marcatore dell'edizione con l'allora record di 14 gol.

L'AZ Alkmaar di Georg Keßler iniziò il cammino europeo contro i lussemburghesi del Red Boys Differdange vincendo con un risultato complessivo di 10-0. Nel secondo turno gli olandesi affrontarono i bulgari del Levski Sofia, pareggiando 1-1 in trasferta e vincendo in casa con un sonoro 5-0. Agli ottavi di finale gli jugoslavi del Radnički Niš furono battuti 5-0 in trasferta, dopo aver pareggiato 2-2 nei Paesi Bassi. Ai quarti di finale i Cheeseheads affrontarono i belgi del Lokeren che sconfissero all'andata 2-0 rendendo inutile la sconfitta per 1-0 rimediata nel vicino Belgio. In semifinale i francesi del Sochaux furono sconfitti con un risultato complessivo di 4-3.

## Le partite
A Ipswich va in scena una finale tra due squadre che non sono mai state insignite nell'albo d'oro delle competizioni europee. Da una parte l'Ipswich Town, che in casa sono stati capaci di battere il Widzew Łódź (che aveva eliminato Juventus e Manchester Utd) e il Saint-Étienne (che fino ai quarti aveva segnato 23 reti senza subirne), dall'altra l'AZ che in campionato ha viaggiato fortissimo e si è potuta concentrare sulla Coppa UEFA. L'Ipswich Town ha sempre vinto a Portman Road e anche la finale vede il dominio assoluto dei padroni di casa che chiudono il match sul 3-0 con le reti di John Wark, Frans Thijssen e Paul Mariner.
Al ritorno, per far fronte alla grande richiesta di biglietti, la finale si gioca ad Amsterdam ed entrambe le squadre si affrontano a viso aperto riversandosi in attacco, come se il 3-0 dell'andata non ci fosse mai stato. Ad andare in vantaggio nei primi minuti è però l'Ipswich ancora con Thijssen, ma stavolta c'è la reazione olandese e Kurt Welzl pareggia dopo appena tre minuti. John Metgod porta i padroni di casa in vantaggio, ma alla mezz'ora Wark riacciuffa il pareggio. La partita è spettacolare e sul finire della prima frazione arriva il 3-2 firmato Pier Tol. Gli olandesi trovano anche la rete del 4-2 con Jonker, ma non basta per superare gli inglesi che al triplice fischio si lasciano andare ai festeggiamenti.

## Tabellini

### Andata
| Arbitro: | Adolf Prokop |

|                                          |           |  |
| Wark 29’ (rig.) Thijssen 47’ Mariner 55’ | Marcatori |  |

| Ipswich Town | AZ Alkmaar |

| P            | 1  | Paul Cooper    |
| D            | 2  | Steve McCall   |
| D            | 3  | Mick Mills     |
| C            | 4  | Frans Thijssen |
| D            | 5  | Russell Osman  |
| D            | 6  | Terry Butcher  |
| C            | 7  | John Wark      |
| C            | 8  | Arnold Mühren  |
| A            | 9  | Paul Mariner   |
| A            | 10 | Alan Brazil    |
| A            | 11 | Eric Gates     |
|              |    |                |
|              |    |                |
| Allenatore:  |    |                |
| Bobby Robson |    |                |

| P             | 1  | Eddy Treijtel        |  |     |
| D             | 2  | Richard van der Meer |  |     |
| D             | 3  | John Metgod          |  |     |
| D             | 4  | Ronald Spelbos       |  |     |
| D             | 5  | Hugo Hovenkamp       |  |     |
| C             | 6  | Jan Peters           |  |     |
| C             | 7  | Jos Jonker           |  |     |
| C             | 8  | Peter Arntz          |  |     |
| C             | 9  | Kristen Nygaard      |  | 75’ |
| A             | 10 | Kees Kist            |  |     |
| A             | 11 | Pier Tol             |  |     |
| Sostituzioni: |    |                      |  |     |
| A             | 12 | Kurt Welzl           |  | 75’ |
| Allenatore:   |    |                      |  |     |
| Georg Keßler  |    |                      |  |     |

### Ritorno
| Arbitro: | Walter Eschweiler |

|                                        |           |                      |
| Welzl 6’ Metgod 24’ Tol 39’ Jonker 73’ | Marcatori | 3’ Thijssen 31’ Wark |

| AZ Alkmaar | Ipswich Town |

| P             | 1  | Eddy Treijtel        |  |     |
| D             | 2  | Hans Reijnders       |  |     |
| D             | 3  | John Metgod          |  |     |
| D             | 4  | Ronald Spelbos       |  |     |
| D             | 5  | Hugo Hovenkamp       |  |     |
| C             | 6  | Jan Peters           |  |     |
| C             | 7  | Jos Jonker           |  |     |
| C             | 8  | Peter Arntz          |  |     |
| C             | 9  | Kristen Nygaard      |  |     |
| A             | 10 | Kurt Welzl           |  | 80’ |
| A             | 11 | Pier Tol             |  | 46’ |
| Sostituzioni: |    |                      |  |     |
| A             | 12 | Kees Kist            |  | 46’ |
| C             | 14 | Chris van den Dungen |  | 80’ |
| Allenatore:   |    |                      |  |     |
| Georg Keßler  |    |                      |  |     |

| P            | 1  | Paul Cooper    |
| D            | 2  | Steve McCall   |
| D            | 3  | Mick Mills     |
| C            | 4  | Frans Thijssen |
| D            | 5  | Russell Osman  |
| D            | 6  | Terry Butcher  |
| C            | 7  | John Wark      |
| C            | 8  | Arnold Mühren  |
| A            | 9  | Paul Mariner   |
| A            | 10 | Alan Brazil    |
| A            | 11 | Eric Gates     |
|              |    |                |
|              |    |                |
|              |    |                |
| Allenatore:  |    |                |
| Bobby Robson |    |                |